# Deffa
Deffa är ett slanguttryck som används av kroppsbyggare och andra tränande för den process man går igenom för att tappa fettmassa. "Deffa" är ett förkortat slangord för "definiera"; i detta fall muskler som ligger under fettet. De flesta som deffar kan inte bygga muskler samtidigt utan behöver ett energiöverskott för att åstadkomma detta. Den motsatta processen kallas då för "bulk". Huvudsakligen är det energiöverskott kontra energiunderskott som skiljer "bulk" från "deff" men det kan också skilja en del andra saker som varierar från person till person (kardiovaskulär träning, energifördelning etc).
Skillnaden mellan att deffa och att banta är att när man deffar fokuserar man på att bevara musklerna så mycket som möjligt. Efter 20 % kroppsfett behöver män börja tänka på detta, detsamma gäller för kvinnor vid 30 %. Innan det tar kroppen nästan enbart från fettet och låter musklerna vara. Att "deffa" betyder inte att man ligger på ett kaloriminus, det är underskott. Att deffa betyder i klartext att "definiera sin kropp", med andra ord tappa fettmassa och att lägga på sig muskelmassa.
Många kroppsbyggare väljer att lägga in vanligtvis en "cheat day", även kallad "cheat meal" (på svenska "fuskdag") i veckan, vilket innebär att en dag i veckan tillåter man sig själv att äta vad man vill utan att tänka på kaloriintaget. Detta är för många en nödvändighet för att orka hålla motivationen uppe för att fortsätta deffa.